# Janjemeer
Het Janjemeer, Gronings: Jaanjemeer of Tjaanjemeer, is een voormalig klein meertje of meerstal ten westen van Wagenborgen in de provincie Groningen. Het zou genoemd zijn naar een vrouwspersoon Jaanje. Het meertje van 6 tot 8 hectare was al rond 1840 grotendeels dichtgegroeid. Vlakbij lag de Jaanjeweg.